# Boksning under sommer-OL 1964
Boksning under Sommer-OL 1964 i Tokyo blev afviklet fra den 11. til den 23. oktober 1964 på Korakuen Isstadion.
I alt 269 boksere var tilmeldt. Som ved Sommer-OL 1960 i Rom kæmpede bokserne i 10 vægtklasser.
Bedste nationer blev Sovjetunionen (3 guld, 4 sølv og 2 bronze), Polen (3 guld, 1 sølv og 3 bronze) og Italien (2 guld og 3 bronze). De amerikanske boksere skuffede med kun 1 guldmedalje og 3 bronzemedaljer, hvilket dog var tilstrækkeligt til at gøre USA til fjerdebedste nation.
På trods af de politiske spændinger mellem Vest-Tyskland og DDR stillede de to stater med et fælles hold, og Tyskland var således repræsenteret som én nation.
Val Barker trofæet blev givet til Valeri Popenchenko (USSR), der vandt guld i mellemvægt. Sværvægtsklassen blev vundet af den senere professionelle verdensmester i sværvægt Joe Frazier.

## Danske deltagere
Fra Danmark deltog 4 boksere, der dog ikke opnåede medaljer.
- Børge Krogh (letvægt) deltog for anden gang i den olympiske bokseturnering, men tabte igen sin første kamp, da han med dommerstemmerne 4-1 tabte til Philipineren Rodolfo Arpon.
- Preben Rasmussen (let-weltervægt) tabte 1. kamp mod ghaneseren Eddie Blay med dommerstemmerne 5-0. Blay vandt bronze i turneringen, og blev senere succesfuld professionel, og opnåede i sin professionelle karriere at stoppe bl.a. Jørgen Hansen.
- Hans-Erik Pedersen (weltervægt) vandt sin første kamp, da modstanderen Boniface Hie Toh fra Elfenbenskysten blev diskvalificeret i første omgang. I turneringens næste runde blev Hans-Erik Pedersen dog stoppet i 3. omgang af Issaka Dabore fra Niger.
- Tom Bogs (letmellemvægt) vandt sin første kamp på RSC i 1. omgang over Bai Sun Chen fra Taiwan, men blev i næste kamp stoppet af en øjenskade efter blot 58 sekunders boksning mod nigerianeren Nojim Maiyegun, der siden vandt bronze.

## Medaljer
| Boksing OL 1964 Tokyo | Boksing OL 1964 Tokyo | Boksing OL 1964 Tokyo | Boksing OL 1964 Tokyo | Boksing OL 1964 Tokyo | Boksing OL 1964 Tokyo |
| --------------------- | --------------------- | --------------------- | --------------------- | --------------------- | --------------------- |
| Nr.                   | Land                  | Guld                  | Sølv                  | Bronze                | Totalt                |
| 1.                    | Sovjetunionen         | 3                     | 4                     | 2                     | 9                     |
| 2.                    | Polen                 | 3                     | 1                     | 3                     | 7                     |
| 3.                    | Italien               | 2                     | 0                     | 3                     | 5                     |
| 4.                    | USA                   | 1                     | 0                     | 3                     | 4                     |
| 5.                    | Japan                 | 1                     | 0                     | 0                     | 1                     |
| 6.                    | Tyskland              | 0                     | 2                     | 1                     | 3                     |
| 7.                    | Filippinerne          | 0                     | 1                     | 0                     | 1                     |
| 7.                    | Sydkorea              | 0                     | 1                     | 0                     | 1                     |
| 7.                    | Frankrig              | 0                     | 1                     | 0                     | 0                     |
| 10.                   | Bulgarien             | 0                     | 0                     | 1                     | 1                     |
| 10.                   | Finland               | 0                     | 0                     | 1                     | 1                     |
| 10.                   | Ghana                 | 0                     | 0                     | 1                     | 1                     |
| 10.                   | Irland                | 0                     | 0                     | 1                     | 1                     |
| 10.                   | Mexico                | 0                     | 0                     | 1                     | 1                     |
| 10.                   | Nigeria               | 0                     | 0                     | 1                     | 1                     |
| 10.                   | Tunesien              | 0                     | 0                     | 1                     | 1                     |
| 10.                   | Uruguay               | 0                     | 0                     | 1                     | 1                     |
| Totalt                | Totalt                | 10                    | 10                    | 20                    | 40                    |

## Fluevægt(51 kg)
| Medalje | Land | Udøver            |
| ------- | ---- | ----------------- |
| Guld    | ITL  | Fernando Atzori   |
| Sølv    | POL  | Artur Olech       |
| Bronze  | USSR | Stanislav Sorokin |
| Bronze  | USA  | Robert Carmody    |

Der deltog 28 boksere fra 28 nationer i fluevægt.

## Bantamvægt(54 kg)
| Medalje | Land  | Udøver               |
| ------- | ----- | -------------------- |
| Guld    | JPN   | Takao Sakurai        |
| Sølv    | S-KOR | Chung Shin-Cho       |
| Bronze  | MEX   | Juan Mendoza         |
| Bronze  | URU   | Washington Rodriguez |

Der deltog 32 boksere fra 32 nationer i bantamvægt.

## Fjervægt(57 kg)
| Medalje | Land    | Udøver               |
| ------- | ------- | -------------------- |
| Guld    | USSR    | Stanislav Stepasjkin |
| Sølv    | FIL     | Anthony Villanueva   |
| Bronze  | BRD/DDR | Heinz Schulz         |
| Bronze  | USA     | Charles Brown        |

Der deltog 32 boksere fra 32 nationer i fjervægt.

## Letvægt(60 kg)
| Medalje | Land | Udøver              |
| ------- | ---- | ------------------- |
| Guld    | POL  | Jozef Grudzien      |
| Sølv    | USSR | Velikton Barannikov |
| Bronze  | IRL  | James McCourt       |
| Bronze  | USA  | Ronald Harris       |

Der deltog 34 boksere fra 34 nationer i letvægt.

## Letweltervægt(63,5 kg)
| Medalje | Land | Udøver          |
| ------- | ---- | --------------- |
| Guld    | POL  | Jerzy Kulej     |
| Sølv    | USSR | Jevgenij Frolov |
| Bronze  | GHA  | Eddie Blay      |
| Bronze  | TUN  | Habib Galhia    |

Der deltog 35 boksere fra 35 nationer i letweltervægt.

## Weltervægt(67 kg)
| Medalje | Land | Udøver             |
| ------- | ---- | ------------------ |
| Guld    | POL  | Marian Kasprzyk    |
| Sølv    | USSR | Ritsjardas Tamulis |
| Bronze  | FIN  | Pertti Purhonen    |
| Bronze  | ITL  | Silvano Bertini    |

Der deltog 30 boksere fra 30 nationer i weltervægt.

## Letmellemvægt(71 kg)
| Medalje | Land | Udøver          |
| ------- | ---- | --------------- |
| Guld    | USSR | Boris Lagutin   |
| Sølv    | FRA  | Joseph Gonzales |
| Bronze  | NGA  | Nojim Maiyegun  |
| Bronze  | POL  | Jozef Grzesiak  |

Der deltog 25 boksere fra 25 nationer i letmellemvægt.

## Mellemvægt(75 kg)
| Medalje | Land    | Udøver              |
| ------- | ------- | ------------------- |
| Guld    | USSR    | Valerij Popentjenko |
| Sølv    | BRD/DDR | Emil Schulz         |
| Bronze  | ITL     | Francesco Valle     |
| Bronze  | POL     | Tadeusz Walasek     |

Der deltog 20 boksere fra 20 nationer i mellemvægt.

## Letsværvægt(81 kg)
| Medalje | Land | Udøver                 |
| ------- | ---- | ---------------------- |
| Guld    | ITL  | Cosimo Pinto           |
| Sølv    | USSR | Aleksej Kiseljov       |
| Bronze  | BUL  | Aleksandar Nikolov     |
| Bronze  | POL  | Zbigniew Pietrzykowski |

Der deltog 19 boksere fra 19 nationer i letsværvægt.

## Sværvægt(+81 kg)
| Medalje | Land    | Udøver           |
| ------- | ------- | ---------------- |
| Guld    | USA     | Joe Frazier      |
| Sølv    | BRD/DDR | Hans Huber       |
| Bronze  | ITL     | Giuseppe Ros     |
| Bronze  | USSR    | Vadim Jemeljanov |

### Semifinaler
- Hans Huber (BRD) def.  Giuseppe Ros (ITL), 4–1 (59-59, 58-59, 60-58, 59-57, 59-58)
- Joe Frazier (USA) def.  Vadim Yemelyanov (USSR), rsc 2. omgang (1:59)

### Finale
- Joe Frazier (USA) def.  Hans Huber (BRD), 3–2 (60-58, 58-60, 59-60, 60-58, 60-58)

Der deltog 14 boksere fra 14 nationer i sværvægt.